# Халеб (мухафаза)
Ха́леб (Алеппо) (араб. محافظة حلب‎) — одна из 14 мухафаз на севере Сирии. Административный центр — город Алеппо. Площадь — 18 498 км², население — 4 868 000 человек (2011 год).

## География и климат
Мухафаза расположена на плато Алеппо, северные и восточные границы мухафазы совпадают с границами плато. На крайнем юго-востоке мухафазы расположена северная часть Сирийской пустыни, на юге — равнины Хама, а на юго-западе — равнины Идлиб. В центре мухафазы находится крупное, но пересыхающее, солёное озеро — Эль-Джаббуль. На востоке граничит с мухафазой Ракка, на юге с мухафазой Хама, на западе с мухафазой Идлиб, на севере и северо-западе с Турцией. С севера на восток мухафазу пересекает река Евфрат, на которой расположено водохранилище Эль-Асад.
Климат Халеба — полупустынный. Горные хребты, расположенные вдоль Средиземного моря большей частью препятствуют проникновению средиземноморских воздушных масс. Средние температуры: 18—20 ºС, среднее количество осадков колеблется от 450 мм в западной части до 150 мм на юго-востоке провинции. Традиционно северный регион — самая плодородная и густонаселённая часть Сирии.

## История
В годы Гражданской войны в Сирии провинция стала ареной ожесточенных столкновений. Провинция оказалась разрезана на территории, принадлежащие различным группировкам. Часть провинции контролировали суннитские группировки Фронт ан-Нусра, Сирийская свободная армия, часть шиитских поселков удерживала армия Асада и Хезболла, на севере действовали отряды курдского ополчения YPG, а на востоке провинции действовала террористическая группировка ИГ. Серьезные бои имели место и в административном центре провинции.
Полностью освобождена от боевиков ИГ 6 июля 2017 года после зачистки местности у трассы Итрия-Расафа.

## Население
Халеб (Алеппо) — самая населённая мухафаза страны, население составляет почти 23 % населения Сирии. Население мухафазы представлено главным образом арабами. В северных округах проживают также курды и сирийские туркмены. В городах также проживают армяне и сирийские христиане.
Другие города:
- Анадан
- Джандарис
- Кафр-эль-Хамра
- Хурайтан
- Эль-Захраа

## Административное деление
Мухафаза разделена на 10 районов:
| Район          | Административный центр | Карта |
| -------------- | ---------------------- | ----- |
| Аазаз          | Аазаз                  |       |
| Айн-эль-Араб   | Айн-эль-Араб (Кобани)  |       |
| Африн          | Африн                  |       |
| Дейр-Хафир     | Дейр-Хафир             |       |
| Джебель-Семъан | Алеппо                 |       |
| Джераблус      | Джераблус              |       |
| Манбидж        | Манбидж                |       |
| Сафира         | Сафира                 |       |
| Эль-Атариб     | Эль-Атариб             |       |
| Эль-Баб        | Эль-Баб                |       |

## Галерея

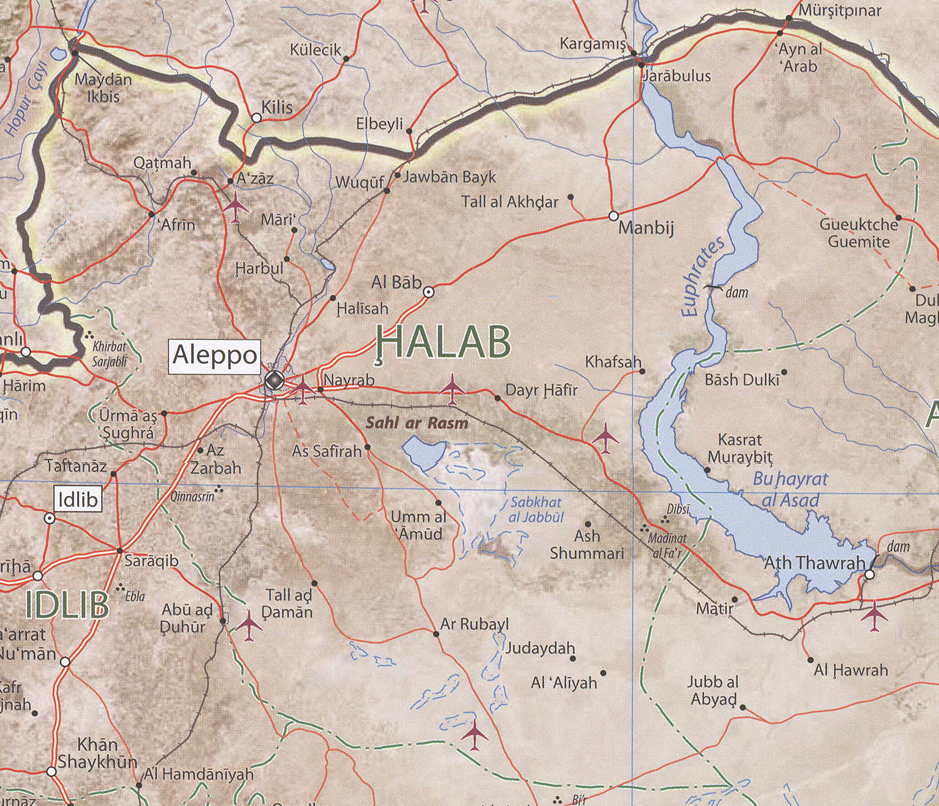
Карта провинции
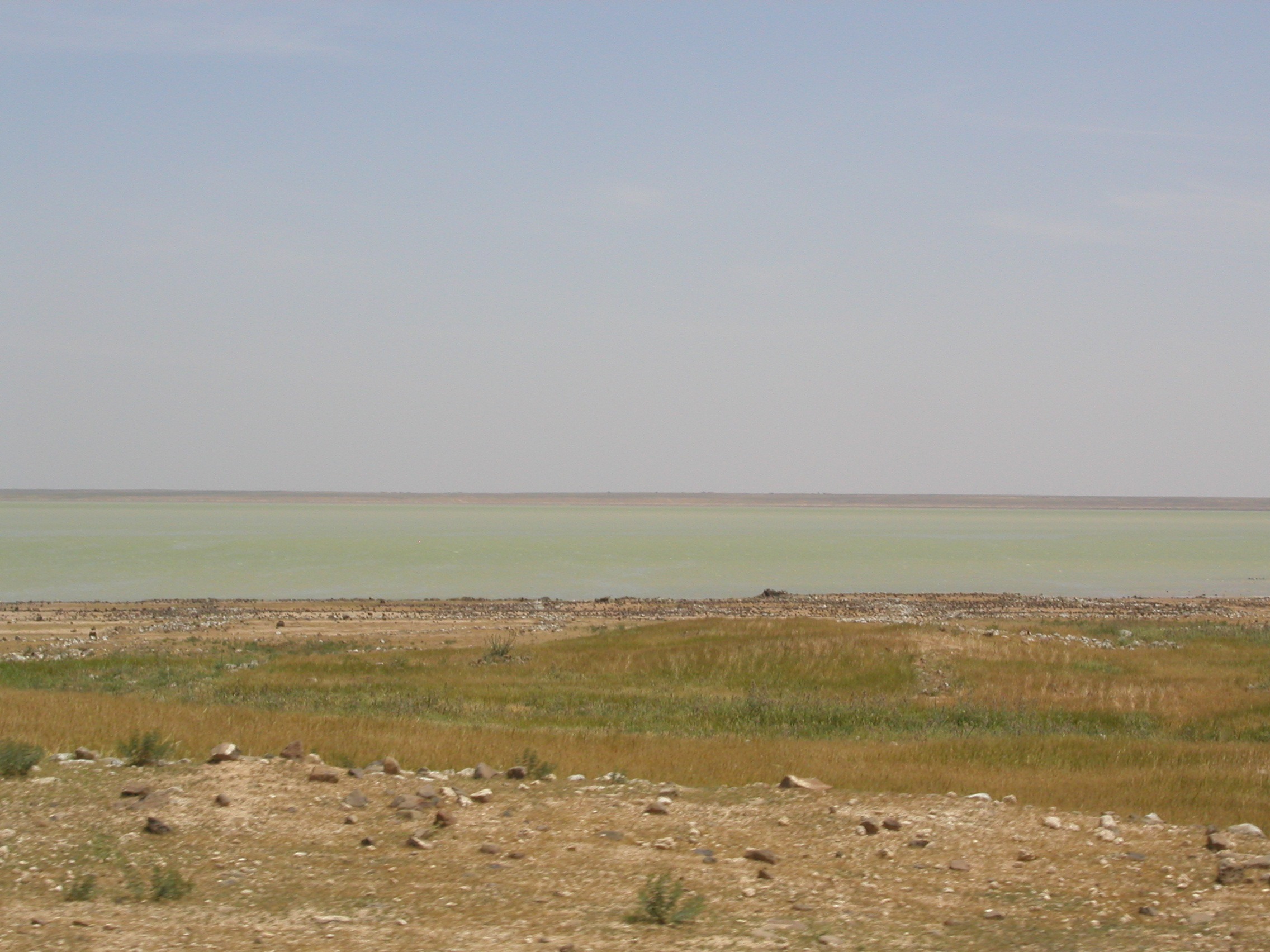
Озеро Джаббул
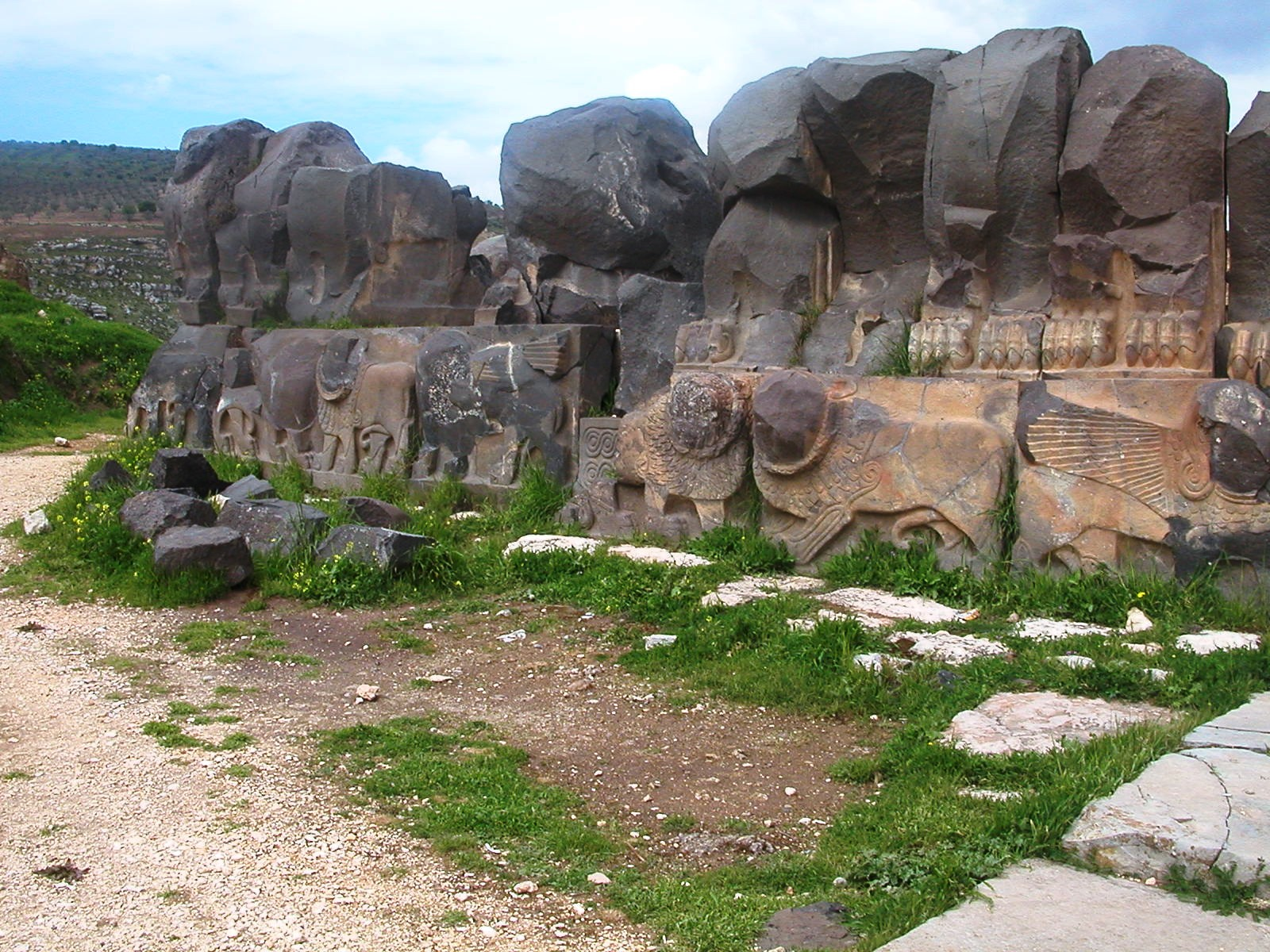
Храм хеттской эпохи в Айн-Дара
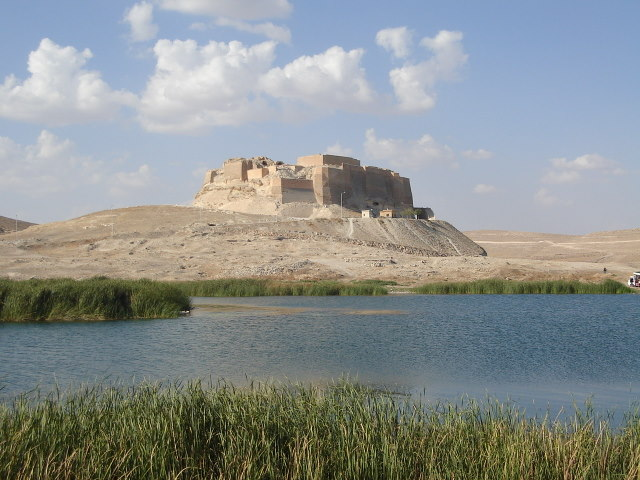
Кал'ат Наджм возле плотины Тишрин
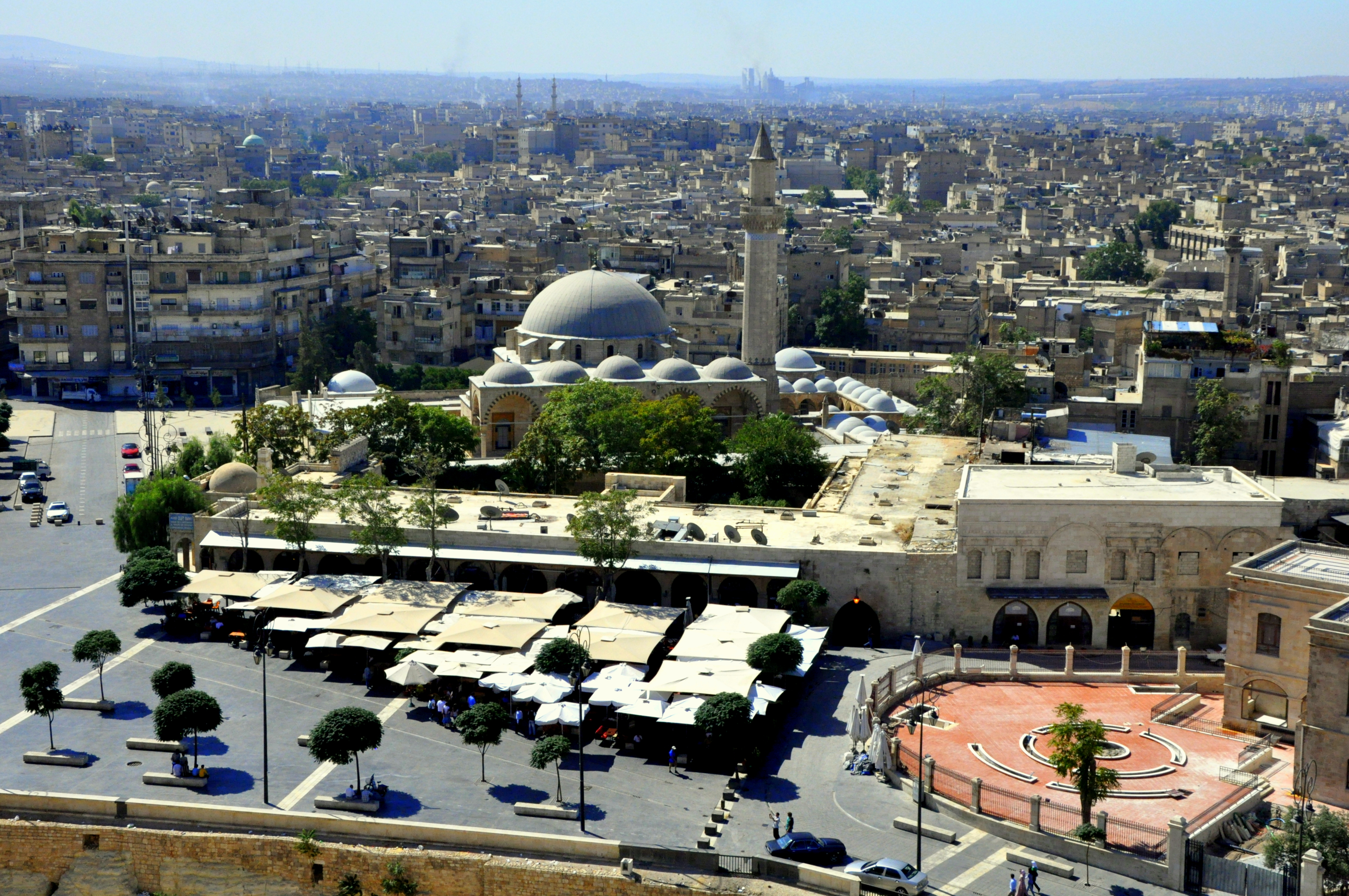
Алеппо